# Omnibus für Direkte Demokratie

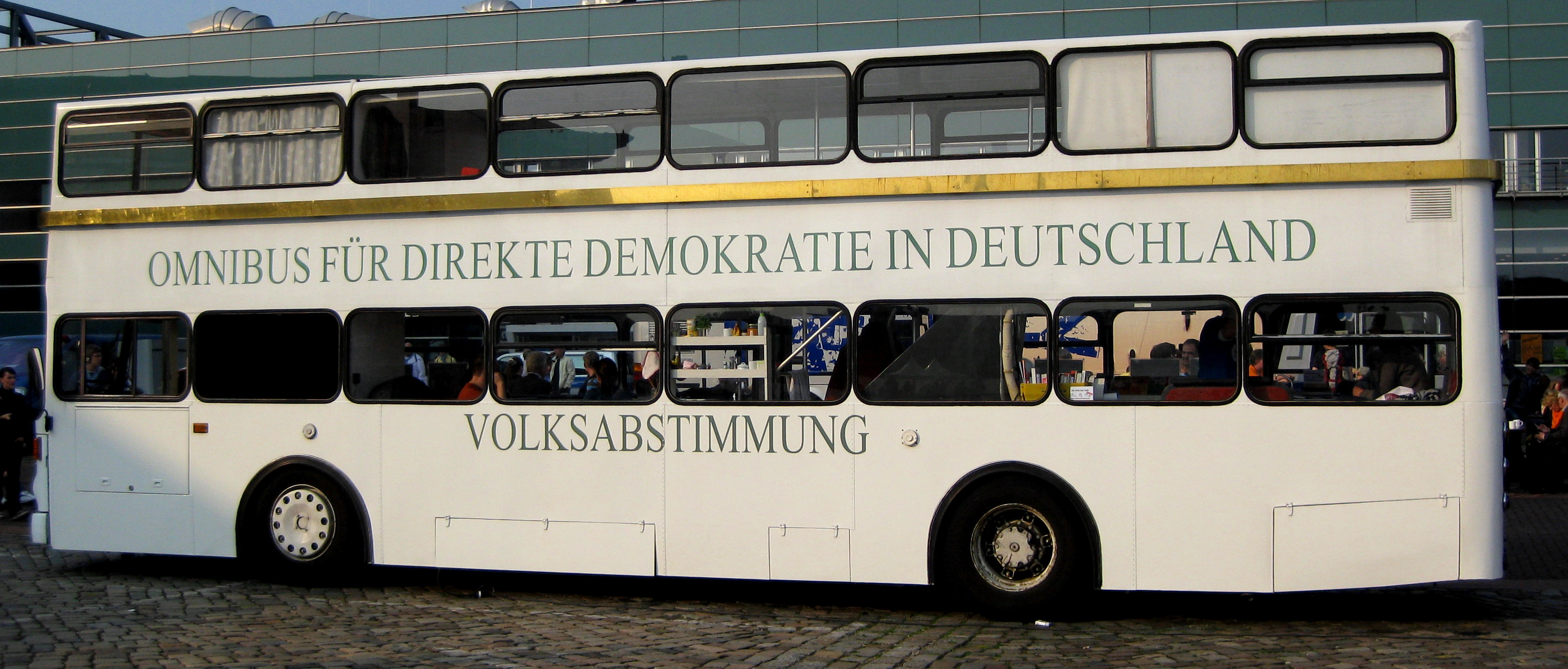
Der Omnibus für direkte Demokratie beim 32. Deutschen Evangelischen Kirchentag 2009 in Bremen auf der Bürgerweide

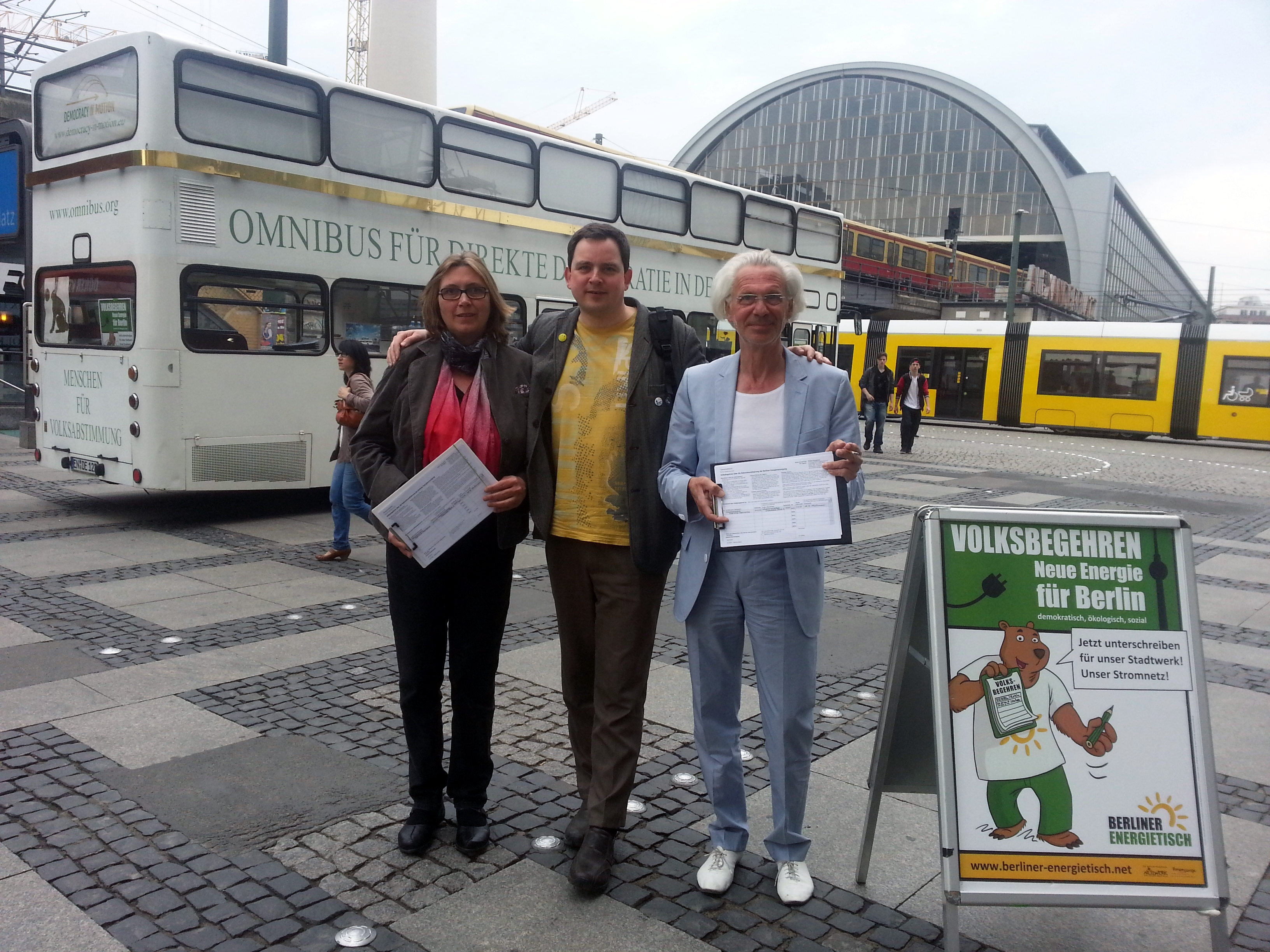
Omnibus sammelt Unterschriften für Berliner Energietisch, 2013

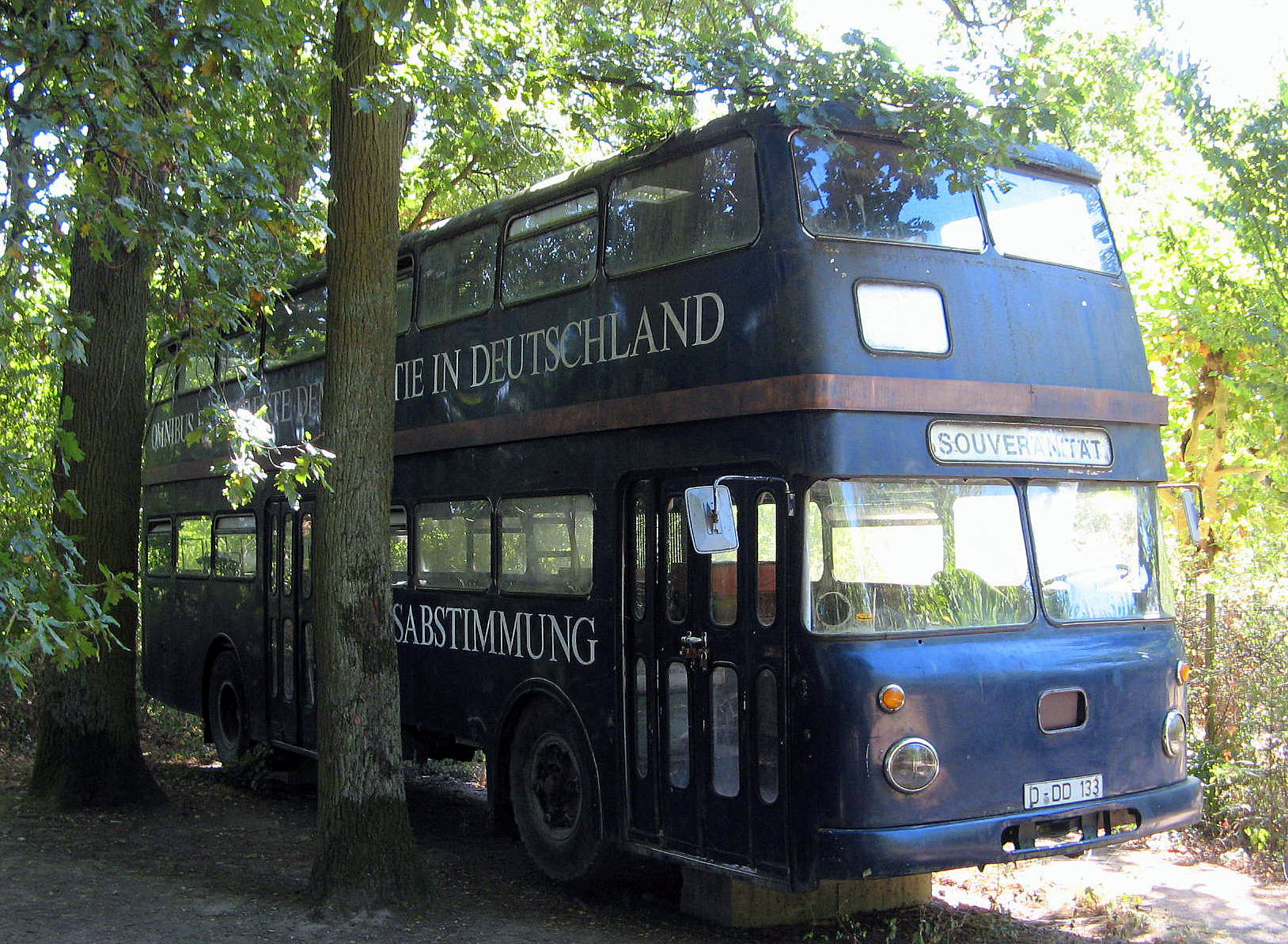
Ausgemusterter Bus auf Schloss Freudenberg, Wiesbaden

Die OMNIBUS für Direkte Demokratie gemeinnützige GmbH (kurz OMNIBUS; von lateinisch omnibus = „für alle“ und dem Fahrzeug Omnibus) ist eine Bürgerinitiative, die mit einem Omnibus als Kunstwerk seit 1987 durch Deutschland und Europa fährt und auf den Marktplätzen steht, um mit Menschen über die Direkte Demokratie durch Volksabstimmung zu sprechen.

## Die Organisation
Die OMNIBUS für Direkte Demokratie gGmbH versteht sich als ein Forschungs- und Entwicklungsunternehmen der Direkten Demokratie. Die Initiative will Instrumente schaffen, mit denen jeder Einzelne auf allen Ebenen Verantwortung für die Gestaltung des Gemeinwesens übernehmen kann.
Der OMNIBUS unterstützt kommunale Bürgerbegehren und Bürgerentscheide sowie Volksinitiativen, Volksbegehren und Volksentscheide auf Länderebene. Zudem setzt sich der OMNIBUS nach dem Vorbild der dreistufigen Volksgesetzgebung für die Einführung bundesweiter Volksabstimmungen ein.
Die OMNIBUS für Direkte Demokratie gGmbH erhält nach eigenen Angaben keine Fördermittel vom Staat oder aus der Wirtschaft. Die Initiative finanziert sich über einen Fördererkreis von ca. 3000 Personen sowie Spenden und Stiftungsförderungen.
Ein wichtiger Impuls für die Initiative war der Künstler Joseph Beuys. Er gründete 1971 in Düsseldorf die „Organisation für direkte Demokratie durch Volksabstimmung“, darauf folgten 1972 bei der documenta 5 in Kassel in einem Zeitraum von 100 Tagen Gesprächsrunden mit Besuchern und wichtigen Vertretern aus Kultur, Politik und Wirtschaft, mit denen über „Direkte Demokratie“ und die Soziale Plastik diskutiert wurde. Beuys brachte den Begriff „Volksabstimmung“ aus dem Feld der Kunst in die öffentliche Diskussion und erklärte die Gestaltung des Gemeinwesens zur größten Herausforderung, vor der wir in einer Demokratie alle gemeinsam stehen.
Gesellschafter der OMNIBUS für direkte Demokratie gGmbH sind Brigitte Krenkers und Johannes Stüttgen, der langjähriger Mitarbeiter und Meisterschüler von Joseph Beuys war. Unternehmenssitz ist Hattingen.
Neben der fortwährenden Arbeit für die Einführung der bundesweiten Volksabstimmung verfolgt der OMNIBUS weitere Projekte z. B. zum Bedingungslosen Grundeinkommen.

## Nahestehende Organisationen
- Mehr Demokratie e. V.